# St. Giles in the Wood
St. Giles in the Wood är en civil parish i Storbritannien.   Den ligger i grevskapet Devon och riksdelen England, i den södra delen av landet, 280 km väster om huvudstaden London.